# Comuna de Kamienica Polska
Kamienica Polska (polaco: Gmina Kamienica Polska) é uma gminy (comuna) na Polónia, na voivodia de Silésia e no condado de Częstochowa. A sede do condado é a cidade de Kamienica Polska.
De acordo com os censos de 2004, a comuna tem 5466 habitantes, com uma densidade 119,5 hab/km².

## Área
Estende-se por uma área de 46,72 km², incluindo:
- área agricola: 48%
- área florestal: 41%

## Demografia
Dados de 30 de Junho 2004:
|                      | Total   | Total | Mulheres | Mulheres | Homens  | Homens |
| -------------------- | ------- | ----- | -------- | -------- | ------- | ------ |
|                      | pessoas | %     | pessoas  | %        | pessoas | %      |
| População            | 5585    | 100   | 2901     | 51,9     | 2684    | 48,1   |
| Densidade (pop./km²) | 119,5   | 100   | 62,1     | 62,1     | 57,4    | 57,4   |

De acordo com dados de 2002, o rendimento médio per capita ascendia a 1225,22 zł.

## Subdivisões
- Kamienica Polska, Osiny, Rudnik Wielki, Zawada, Zawisna, Wanaty.

## Comunas vizinhas
- Koziegłowy, Olsztyn, Poczesna, Poraj, Starcza, Woźniki